# ジャネット・ビーチャー
ジャネット・ビーチャー（Janet Beecher、1884年10月21日－1955年8月6日）アメリカ合衆国の舞台女優、映画女優。本名はジャネット・メイヤーズバーグ。ブロードウェイの舞台では、ビーチャーは主役も脇役もこなした。1930年代には、映画に活動の場を移し、性格女優として活躍した。妹に女優のオリーヴ・ウィンダムがいる。ビーチャーは二度結婚している。一度目はハリー・グッゲンハイマーと。二度目はリチャード・ホフマンとである。リチャードという名の息子がいる。

## 出演作品
- Fine Feathers (1915)
- Gallant Lady (1933) （英語）
- en:The Mighty Barnum (1934) （英語）
- en:Let's Live Tonight (1935) （英語）
- So Red the Rose (1935) （英語）
- en:The Good Old Soak (1937) （英語）
- en:The Story of Vernon and Irene Castle (1939) （英語）
- 凡てこの世も天国も (1940)
- レディ・イヴ (1941)
- Henry Aldrich Gets Glamour (1943)

## 参照
1. ↑  Obituary Billboard magazine, August 20, 1955; mentions surviving family, her sister Olive Wyndham and son Richard
2. ↑  Who Was Who in the Theatre 1912-1976; originally published annually by John Parker, 1976 editions by Gale Research
3. ↑  Silent Film Necrology 2nd edit. by Eugene M. Vazanno c. 2001
4. ↑  Janet Beecher - North American Theatre Online